# トヨタ・プレミオ
プレミオ (PREMIO) は、トヨタ自動車が製造・販売していた4ドアセダン型乗用車である。

## 概要
コロナの後継車である。初代コロナから数えると初代プレミオは通算12代目にあたる。
先代のT210型コロナは「コロナプレミオ (CORONA PREMIO)」のサブネームを付していた。初代プレミオ販売時のキャッチコピーに「コロナの新しい成熟」と「コロナ」を冠名しており、プレミオはコロナの系統を明確に表現している。

## 初代 T24#型（2001年 - 2007年）
- 2001年（平成13年）12月25日 - コロナの後継車として販売開始[1]。
  - V50型ビスタから採用されたトヨタ・MCプラットフォームの改良型を採用している。カリーナの後継車であるアリオンとは姉妹車として基本的設計・仕様を共有する。アリオンと同様にマニュアルトランスミッション（MT）車が設定されない。
  - 外観はアリオンと差別化され、上質感を凝らしており、エアロパーツなどのドレスアップ用アイテムは用意されない[注 1]。
  - クラス最長の2,700mmのホイールベースを活かした室内の広さを特長とする。リヤシートはハッチバックやワゴンのようにダブルフォールドで格納可能であり、トランクルームと後席スペースをつなげてフラットな荷室が設定可能で、リクライニング機構を備える。
  - 価格帯はアリオンとほぼ共通だが、アリオンより数万円程度高額である。前期型が2002年度グッドデザイン賞を受賞している。

- 2002年（平成14年）10月22日 - 「1.5F/1.8X」に一部装備を簡素化・省略化したことで価格を低く設定した「スタンダードパッケージ」を追加発売[2]。
- 2003年（平成15年）4月2日 - 「1.5F/1.8X」をベースとした特別仕様車「Lパッケージ・リミテッド」を発売[3]。
  - 「Lパッケージ」の装備と本革巻き&木目調3本スポークステアリングホイール、ディスチャージヘッドランプなどを装備した。
- 2004年（平成16年）
  - 4月19日 - 「1.5F/1.8X」をベースとした特別仕様車「Lパッケージ・プレミアムエディション」を発売[4]。
    - ベース車に「Lパッケージ」の装備とディスチャージヘッドランプ等を装備し、高級感を向上。

  - 12月20日 - マイナーチェンジ[5]。
    - フロントデザインをよりエレガントさと力強さを融合したスタイルに変更。15インチアルミホイールを新デザインに変更し、4色のボディカラーを追加。内装ではアイボリーの配色を明るめの色調に変更。装備面では車速感応式ドアロック、ガラスプリントアンテナ、花粉除去タイプのクリーンエアフィルター、天井照明付バニティミラーなどを標準装備するほか、一部グレードにはマルチインフォメーションディスプレイ、ゲート式シフトレバーノブ、雨滴感知機能付フロントワイパーなども装備。オプション装備のDVDボイスナビゲーション付ワイドマルチAVステーションをG-BOOK対応モデルに変更した。
    - 排出ガスのクリーン化により1.8L・前輪駆動車は「平成17年基準排出ガス75%低減レベル（☆☆☆☆）」を、2.0L車は「平成17年基準排出ガス50%低減レベル（☆☆☆）」をそれぞれ取得。また、シートベルトの非着用時にランプとブザーで警告するシートベルトリマインダーも全車標準装備された。
- 2005年（平成17年）10月11日 - 特別仕様車「1.5F/1.8X Lパッケージ・リミテッド」を再発売[6]。
  - 前回モデル（2003年4月発売）の特別装備に加え、ウォッシャー連動間欠フロントワイパー（雨滴感知式）などを追加。
- 2006年（平成18年）8月1日 - トヨペット店チャネル創立50周年を記念した特別仕様車「Lパッケージ・Prime Selection」を発売[7]。
  - 「1.5F/1.8X」をベースに、「Lパッケージ」の装備並びに専用木目調インストルメントパネル&センタークラスター、ディスチャージヘッドランプ、専用フロントグリルなどを装備した。

### 販売台数
- 2001年 1,563台
- 2002年 5万8,800台
- 2003年 4万3,987台
- 2004年 3万5,766台
- 2005年 3万3,729台
- 2006年 3万2,015台

### 型式
- NZT240 1500cc/前輪駆動モデル
- ZZT240 1800cc/前輪駆動モデル
- ZZT245 1800cc/四輪駆動モデル
- AZT240 2000cc/前輪駆動モデル

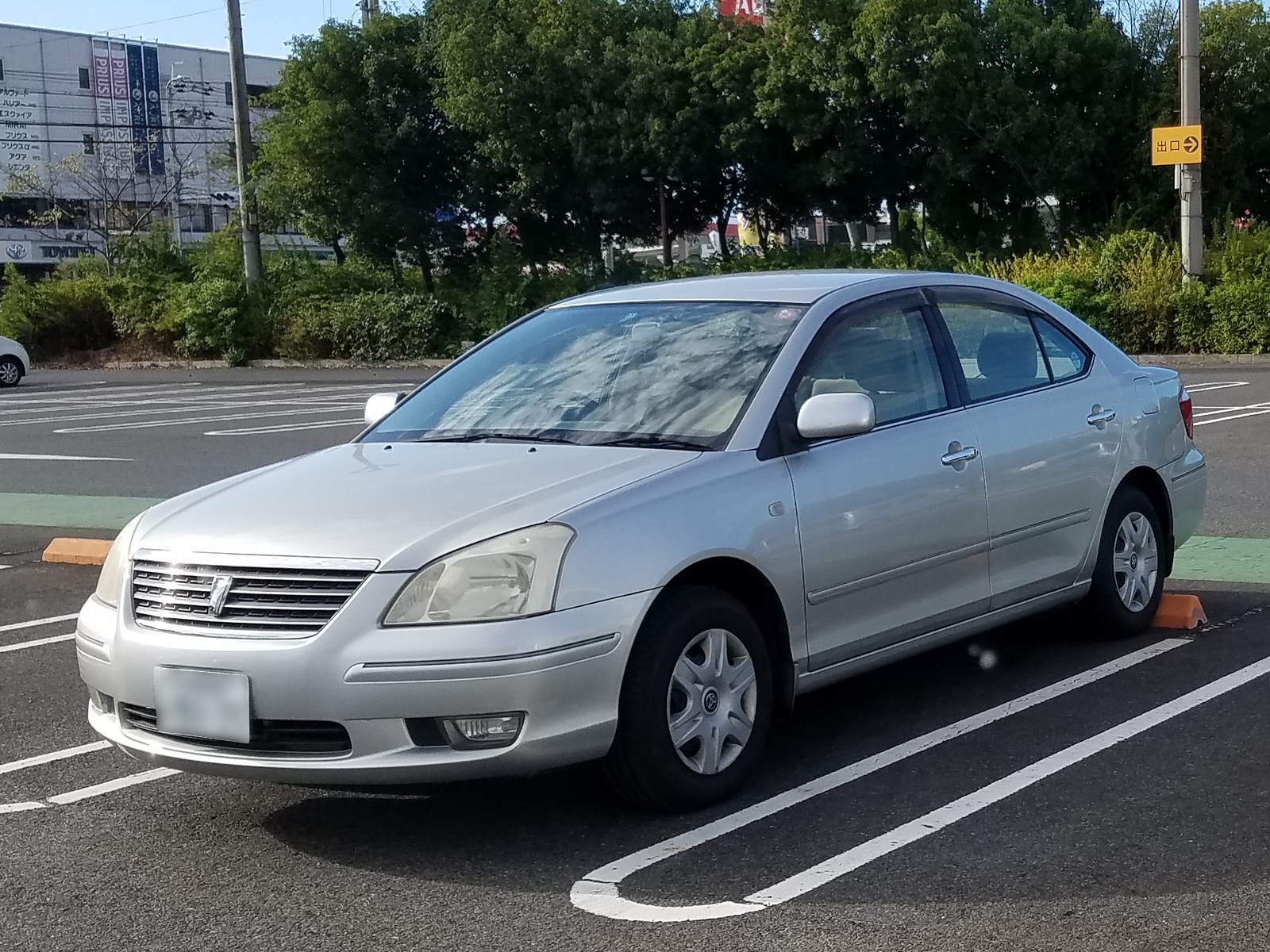
前期型 X
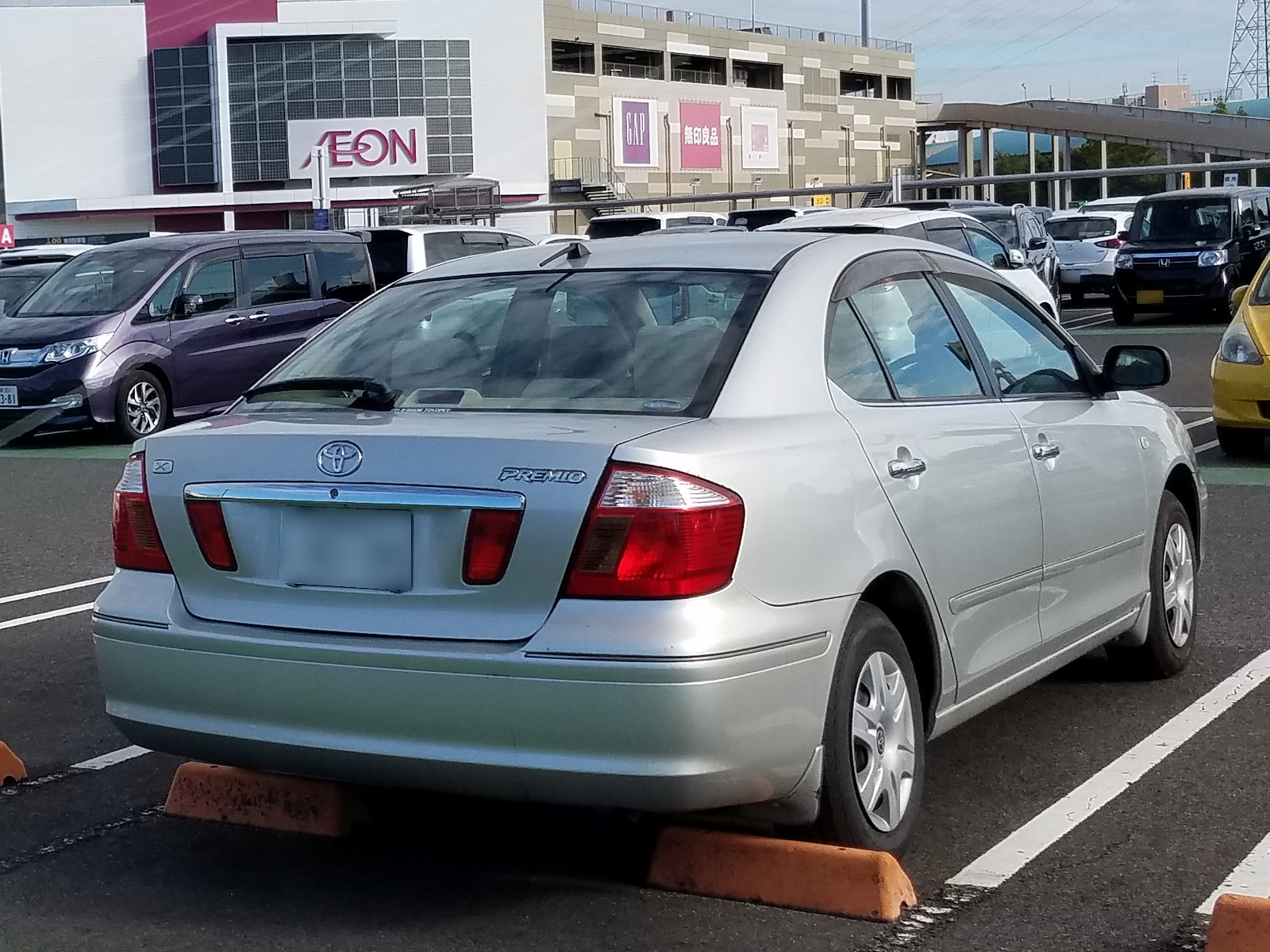
前期型 X
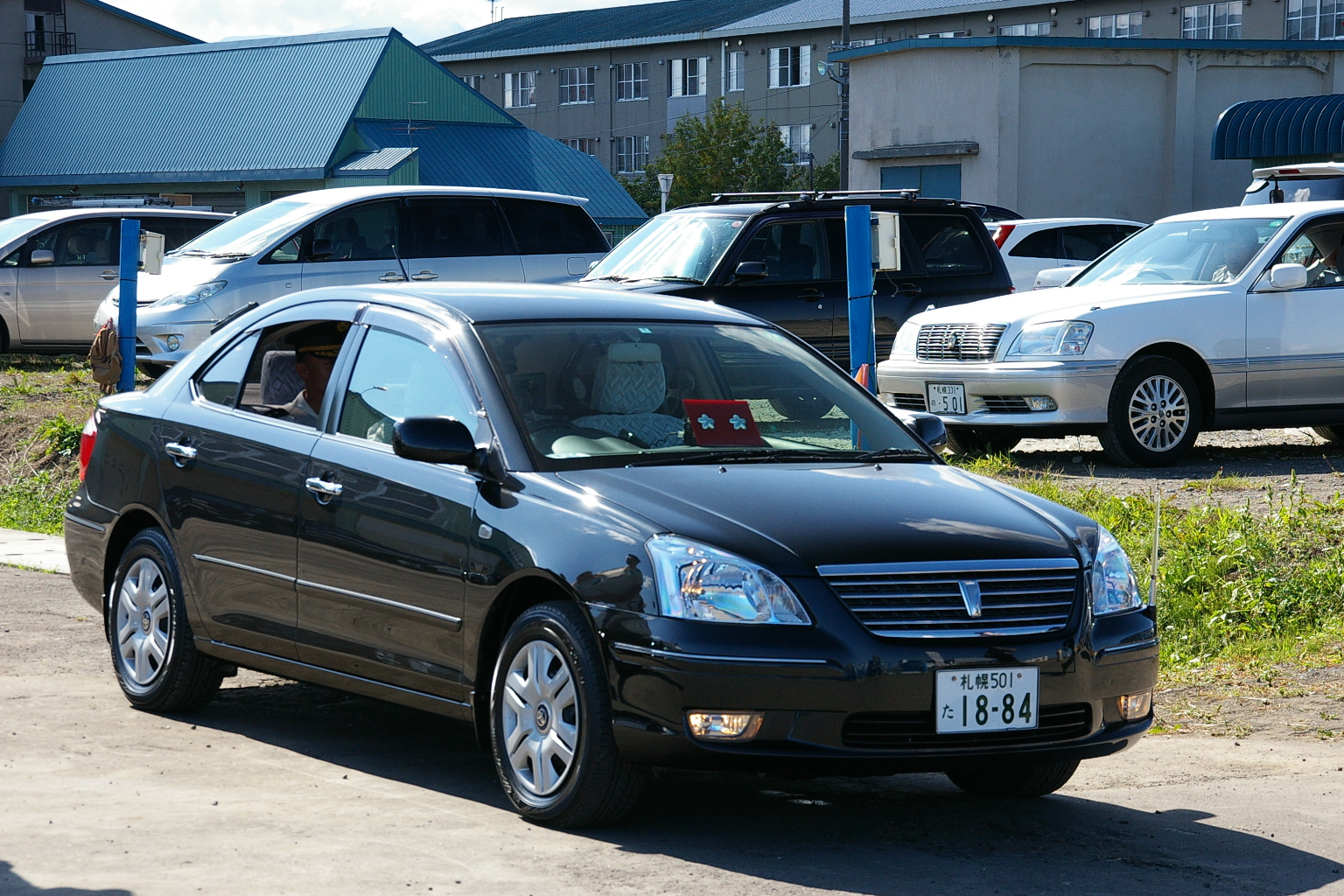
陸上自衛隊の将官向けに納入された前期型車両

## 2代目 T26#型（2007年 - 2021年）
- 2007年（平成19年）6月4日 - フルモデルチェンジ[8]。コロナプレミオから3代目（初代コロナから通算13代目）にあたる。目標月間販売台数は3000台。
  - プラットフォームは先代からのキャリーオーバー。スタイリングはキープコンセプトで、これまで通りエアロパーツは用意されないが、今回はローダウンスプリングや17インチアルミホイールがディーラーオプションで用意された（2016年6月改良で廃止）。
  - 全車にスマートエントリー&スタートシステムを標準装備し、オプションメニューに「G-BOOK mX」対応のHDDナビゲーションシステムを設定した。
  - 環境性能も向上され、全車が「平成17年基準排出ガス75%低減レベル（☆☆☆☆）」認定を取得した。
- 2008年（平成20年）
  - 1月8日 - 2.0 Lエンジン「3ZR-FAE型」を搭載する新グレード「2.0G」を追加[9]。
    - 「平成22年度燃費基準+20%」を達成。高遮音性のあるフロントウィンドシールドガラス、クルーズコントロール、シャープ製のプラズマクラスターを標準装備し機能を充実させた。
    - 併せて「1.5F」と「1.8X」に初代同様、装備を厳選し法人向けに特化した「スタンダードパッケージ」を追加。

  - 9月2日 - 特別仕様車「2.0G "SUPERIOR（スペリア）"」を発売[10]。
    - 最上級グレード「2.0G・EXパッケージ」をベースに本革シート表皮、快適温熱シート（運転席・助手席）、専用木目調パネル、HDDナビゲーションシステム等を特別装備。また、吸音材の材質を変更し、静粛性を向上。
- 2009年（平成21年）
  - 6月1日 - 特別仕様車「1.8X "Lパッケージ・Prime Selection"」を発売[11]。
    - 「1.8X "Lパッケージ"」をベースに、木目調パネルをミディアムブラウンに、本革巻き&木目調ステアリングホイールを3本スポークから4本スポークに変更するなどの特別装備を加えた。

  - 10月2日 - 一部改良[12]（10月13日発売）。
    - 1.5 L車全グレードのタイヤおよびホイールがそれぞれ14インチから15インチに変更。エンジン・トランスミッション・オルタネーターの制御を改良し、燃費が0.6km/L向上して「平成22年度燃費基準+15%」を達成。
    - 「1.5F」をベースとした「1.5F"Lパッケージ・Prime Selection"」及び「1.5F」「1.8X」をベースとした「1.5F/1.8X "Version C"」の3タイプの特別仕様車を発売。
      - 「"Lパッケージ・Prime Selection"」は「Lパッケージ」の装備に加え、ディスチャージヘッドランプ（ロービーム、オートレベリング機能付）、UVカット機能付プライバシーガラス（リヤドア・バックウィンドウ）を特別装備し、ミディアムブラウンの木目調パネル、本革巻きシフトノブ、本革巻き&木目調4本スポークステアリングホイールを採用し、上質な内装とした。
      - 「"Version C"」はエアコンをマニュアル仕様にするなど、装備を見直し求めやすい価格設定にした。
- 2010年（平成22年）
  - 4月20日 - マイナーチェンジ[13]。
    - 内外装の意匠変更を実施。
    - 1.8 L車はエンジン動弁機構「バルブマチック」を採用した2ZR-FAE型に変更し、燃費を改善（前輪駆動車は1.6km/L、四輪駆動車は1.2km/L）。さらには、1.8 L・前輪駆動車が「平成22年度燃費基準+15%」、1.8 L・四輪駆動車が「平成22年度燃費基準+20%」をそれぞれ達成。
    - 「2.0G"EXパッケージ"」に代わり、メーター・本革シート表皮・木目調パネルに専用デザインを施し、SRSサイドエアバッグ&SRSカーテンシールドエアバッグを標準装備する「2.0G"SUPERIOR（スペリア）パッケージ"」を新設するとともに、装備内容を見直し[注 3]。これによりほとんどのグレードで価格が引き下げられた。

  - 5月24日 - 1.5 L車を一部改良[14]（6月1日発売）。エンジン・トランスミッション制御を改良し、燃費を向上。「平成22年度燃費基準+25%」を達成した。
  - 12月6日 - 特別仕様車「1.5F"Prime Selection"」、「1.8X"Prime Selection"」を発売[15]。
    - 「1.5F」・「1.8X」をベースに、ディスチャージヘッドランプ、ブラックのドアサッシ、本革巻き4本スポークステアリングホイール&シフトノブ（「1.8X」のみ）」、ファブリックのセンターピラー&ルーフサイドインナーガーニッシュ、運転席・助手席シートバックポケット、リヤ読書灯、フロントフォグランプ（「1.5F」のみ）を装備し、グレージュの内装色・ダークブラウンの木目調パネル・ラグジュアリーファブリックのシート表皮を採用した。
- 2011年（平成23年）10月3日 - 特別仕様車「1.5F"Lパッケージ・Prime Green Selection"」、「1.8X"Lパッケージ・Prime Green Selection"」を発売[16]。
  - 「1.5F」・「1.8X」をベースに、"Lパッケージ"の装備に加え、「2.0G"SUPERIORパッケージ"」に装備されているディスチャージヘッドランプ（ティントグリーンエクステンション、ロービーム、オートレベリング機能付）やメッキサイドプロテクションモール等を装備して格調高い外観としたほか、本革巻き+4本スポークステアリング、本革巻きシフトノブ（「1.5F」のみ、「1.8X」はベース車に標準装備）も装備し、室内の上質感も高めた。
- 2012年（平成24年）12月4日 - 一部改良[17]。
  - エンジンの燃焼効率向上やフリクション低減により燃費を向上。JC08モード燃費に対応し、1.5 L車は平成27年度燃費基準を達成。
  - 「1.8X"EXパッケージ"」と「2.0G"SUPERIORパッケージ"」にナノイーとスーパーUVカットガラス（フロントドア）を採用し、「1.5F」・「1.8X」を除く全グレードにステアリングスイッチを標準装備。インテリアでは木目調パネル、シート表皮、内装色の変更を行うなど高級感を演出。ボディカラーにはクリアーストリームメタリックとアビスグレーメタリックの新色2色を含む7色を設定。また、これまでは「1.8X」のみの設定だった"EXパッケージ"を「1.5F」にも拡大した。今回の改良でドアミラーカウルの形状が3代目ヴィッツ、および国内向け11代目カローラシリーズ（2代目アクシオ、および3代目フィールダー）と共通のものに変更され、それに伴いドアミラーウインカーがLEDから白熱球に変更。
- 2014年（平成26年）9月29日 - 一部改良[18]。
  - 1.5 L車にアイドリングストップ機構「Toyota Stop & Start System」を標準搭載し、燃費を向上。「平成27年度燃費基準+10%」を達成。
  - 全車にS-VSCとヒルスタートアシストコントロールを標準装備し、1.8 L車に設定の四輪駆動車は走行状態に合わせて最適なトルクを後輪に配分する電子制御式アクティブトルクコントロール四輪駆動を採用した。
- 2016年（平成28年）6月13日 - マイナーチェンジ[19]。
  - 外観は大幅な意匠変更が行われ、アリオンとフロントの基本デザインを共通化。フロントグリルは横バーを組み合わせたデザインにメッキをあしらい、リアコンビネーションランプはCの字グラフィックとなった。ボディカラーはハリアーで採用済の「ブラッキッシュアゲハガラスフレーク」やプリウス（ZVW5#）で採用済の「アティテュードブラックマイカ」を含む5色を追加して8色展開とした。内装はインパネがセンタークラスターからシフトレバー付近までの形状を変更したほか、メーターは照明色とメーター指針を白で統一し、4.2インチカラーTFT液晶を搭載するなど刷新。
  - 「2.0G"SUPERIORパッケージ"」は廃止され、代わって「2.0G"EXパッケージ"」が再設定された。内装色はファブリックシートはアイボリーからフラクセンに変更、従来の「2.0G"SUPERIORパッケージ"」に標準装備だった本革シートはアイボリーからブラウンに変更した上で「2.0G"EXパッケージ"」と「1.8X"EXパッケージ"」にメーカーオプション設定。
  - 今回の改良で安全装備を強化し、衝突回避支援パッケージ「Toyota Safety Sense C」やインテリジェントクリアランスソナー、Bi-BEAMLEDヘッドランプを「1.5F」・「1.8X」にメーカーオプション設定、「1.5F」・「1.8X」の「Lパッケージ」・「EXパッケージ」及び「2.0G（「EXパッケージ」を含む）」に標準装備した。なお、このマイナーチェンジでディーラーオプションで用意されるローダウンスプリングの装着設定が廃止された。
- 2018年（平成30年）4月 - 衝突回避支援パッケージの名称を「Toyota Safety Sense C」から、「Toyota Safety Sense」に変更[20]。（公式発表なし）
- 2019年（令和元年）12月2日 - 仕様変更（公式発表なし）。
  - WLTCモード走行による排出ガス並びに燃料消費率に対応。なお、排出ガスは「平成30年排出ガス規制適合」となり、従来装着されていた「低排出ガス車」ステッカーが装着されなくなった。また、「1.5F」・「1.8X」では「Toyota Safety Sense」を標準装備とした（これにより、全グレード標準化を達成）。
- 2020年（令和2年）
  - 5月1日（補足）- 東京都を除く全ての地域での全車種併売化に伴い、トヨタ店、トヨタ西東京カローラを除くカローラ店、ネッツトヨタ多摩・ネッツトヨタ東都を除くネッツ店での販売を開始。なお、大阪トヨタでは社名変更に伴って取扱を大阪トヨペットへ移行して以来、約13年9ヶ月ぶりに取扱が再開された。また、姉妹車のアリオンも一緒に取り扱う。
  - 9月 - 2.0 L車廃止（公式発表なし）。
- 2021年（令和3年）
  - 3月31日 - 生産終了[21]。以後、流通在庫のみの対応となる。これと同時にトヨタの公式ホームページも削除された。
  - 4月25日 - 販売終了。これにより、トヨタは日本市場においてトヨペットSA型セダンを源流とする基幹クラスの5ナンバーセダンから完全撤退する形となり、コロナプレミオ名義から通算して25年（初代コロナから通算して64年、トヨペットSA型セダンから通算して74年）の歴史に幕を下ろした。同社の今後の基幹車種としては、既存のCセグメントクラスに属する12代目（E210/EA10型）カローラセダン、または既存のハイブリッド専用ハッチバックセダンのプリウス（PHV含む）がその役割を担う。

| モデル | エンジン  | 排気量 (cc) | タイプ                                            | 最高出力 (kW (PS)/rpm) | 最大トルク (Nm (kgm)/rpm) | 期間                          |
| ------ | --------- | ----------- | ------------------------------------------------- | ---------------------- | ------------------------- | ----------------------------- |
| 1.5F   | 1NZ-FE型  | 1,496       | 直列4気筒 DOHC 16バルブ VVT-i                     | 81 (110) / 6,000       | 140 (14.3) / 4,400        | 2007年6月-2012年12月          |
| 1.5F   | 1NZ-FE型  | 1,496       | 直列4気筒 DOHC 16バルブ VVT-i                     | 80 (109) / 6,000       | 136 (13.9) / 4,800        | 2012年12月-                   |
| 1.8X   | 2ZR-FE型  | 1,797       | 直列4気筒 DOHC 16バルブ Dual VVT-i                | 100 (136) / 6,000      | 175 (17.8) / 4,400        | 2007年6月-2010年4月（2WD車）  |
| 1.8X   | 2ZR-FE型  | 1,797       | 直列4気筒 DOHC 16バルブ Dual VVT-i                | 92 (125) / 6,000       | 163 (16.6) / 4,400        | 2007年6月-2010年4月（4WD車）  |
| 1.8X   | 2ZR-FAE型 | 1,797       | 直列4気筒 DOHC 16バルブ Dual VVT-i バルブマチック | 106 (144) / 6,400      | 176 (17.9) / 4,400        | 2010年4月-2012年12月（2WD車） |
| 1.8X   | 2ZR-FAE型 | 1,797       | 直列4気筒 DOHC 16バルブ Dual VVT-i バルブマチック | 98 (133) / 6,400       | 164 (16.7) / 4,400        | 2010年4月-2012年12月（4WD車） |
| 1.8X   | 2ZR-FAE型 | 1,797       | 直列4気筒 DOHC 16バルブ Dual VVT-i バルブマチック | 105 (143) / 6,200      | 173 (17.6) / 4,000        | 2012年12月-（2WD車）          |
| 1.8X   | 2ZR-FAE型 | 1,797       | 直列4気筒 DOHC 16バルブ Dual VVT-i バルブマチック | 96 (131) / 6,200       | 161 (16.4) / 4,000        | 2012年12月-（4WD車）          |
| 2.0G   | 3ZR-FAE型 | 1,986       | 直列4気筒 DOHC 16バルブ Dual VVT-i バルブマチック | 116 (158) / 6,200      | 196 (20.0) / 4,400        | 2008年1月-2012年12月          |
| 2.0G   | 3ZR-FAE型 | 1,986       | 直列4気筒 DOHC 16バルブ Dual VVT-i バルブマチック | 112 (152) / 6,100      | 193 (19.7) / 3,800        | 2012年12月-                   |

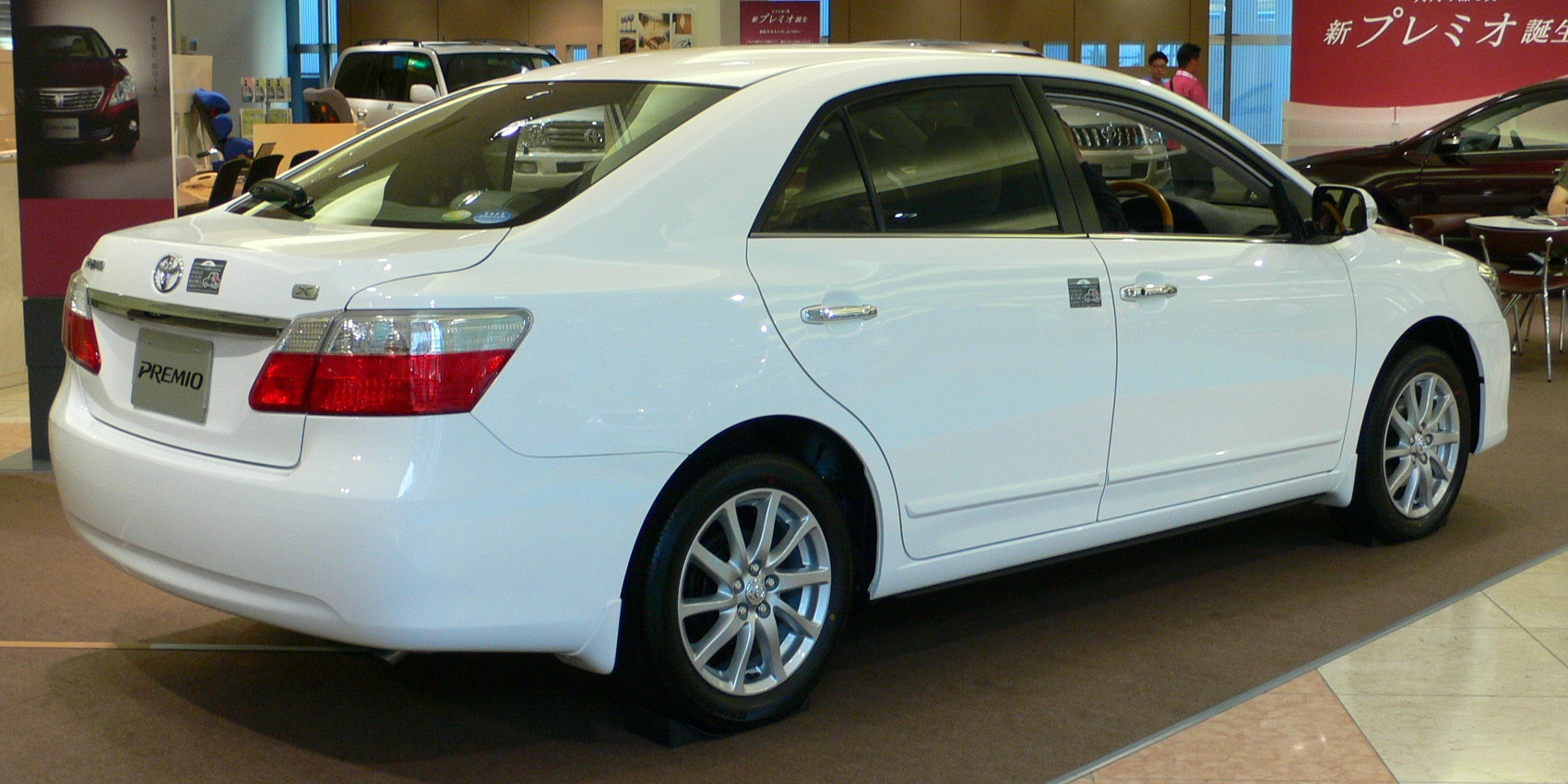
2007年6月発売型リヤ
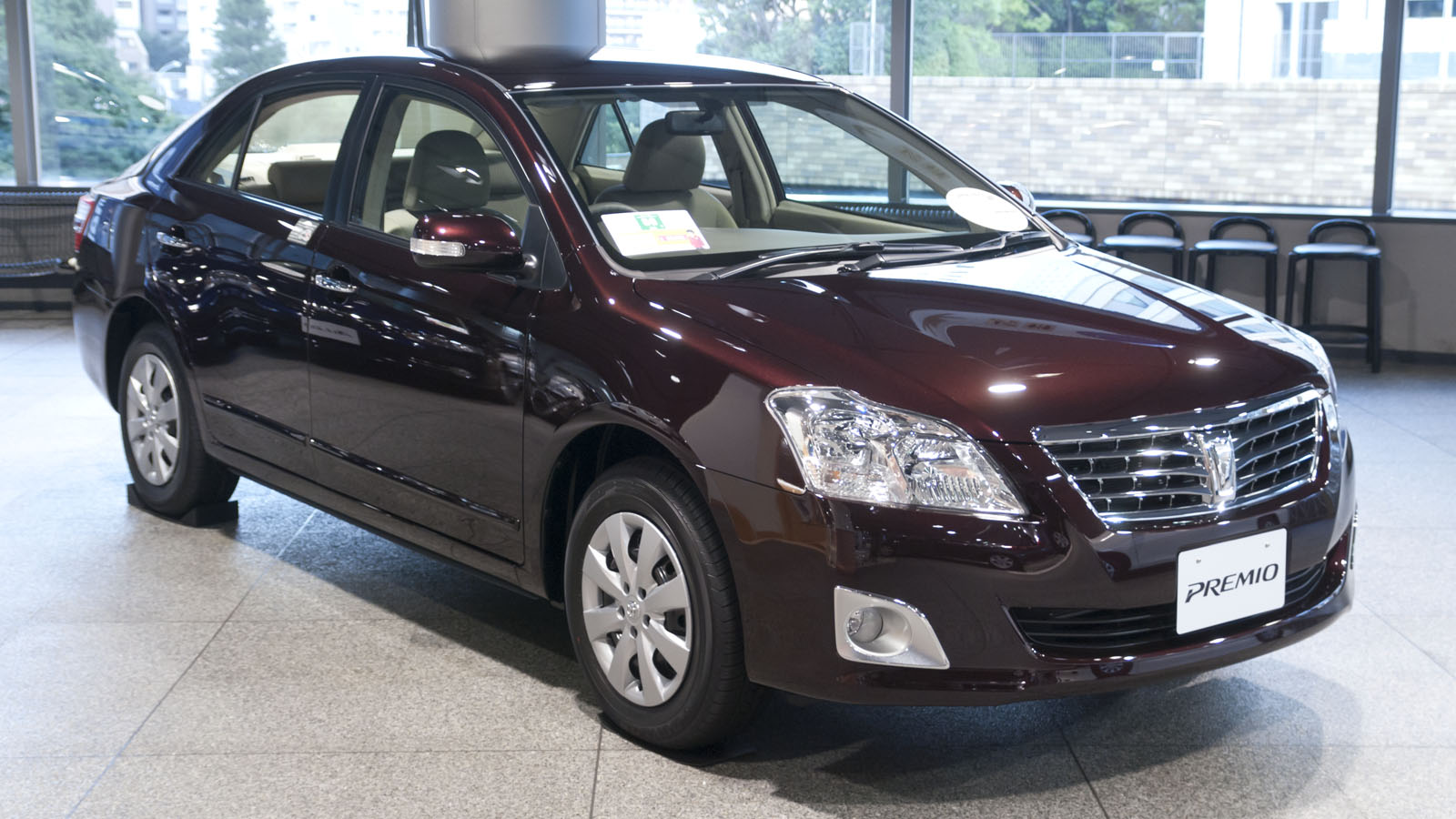
2010年4月改良型フロント
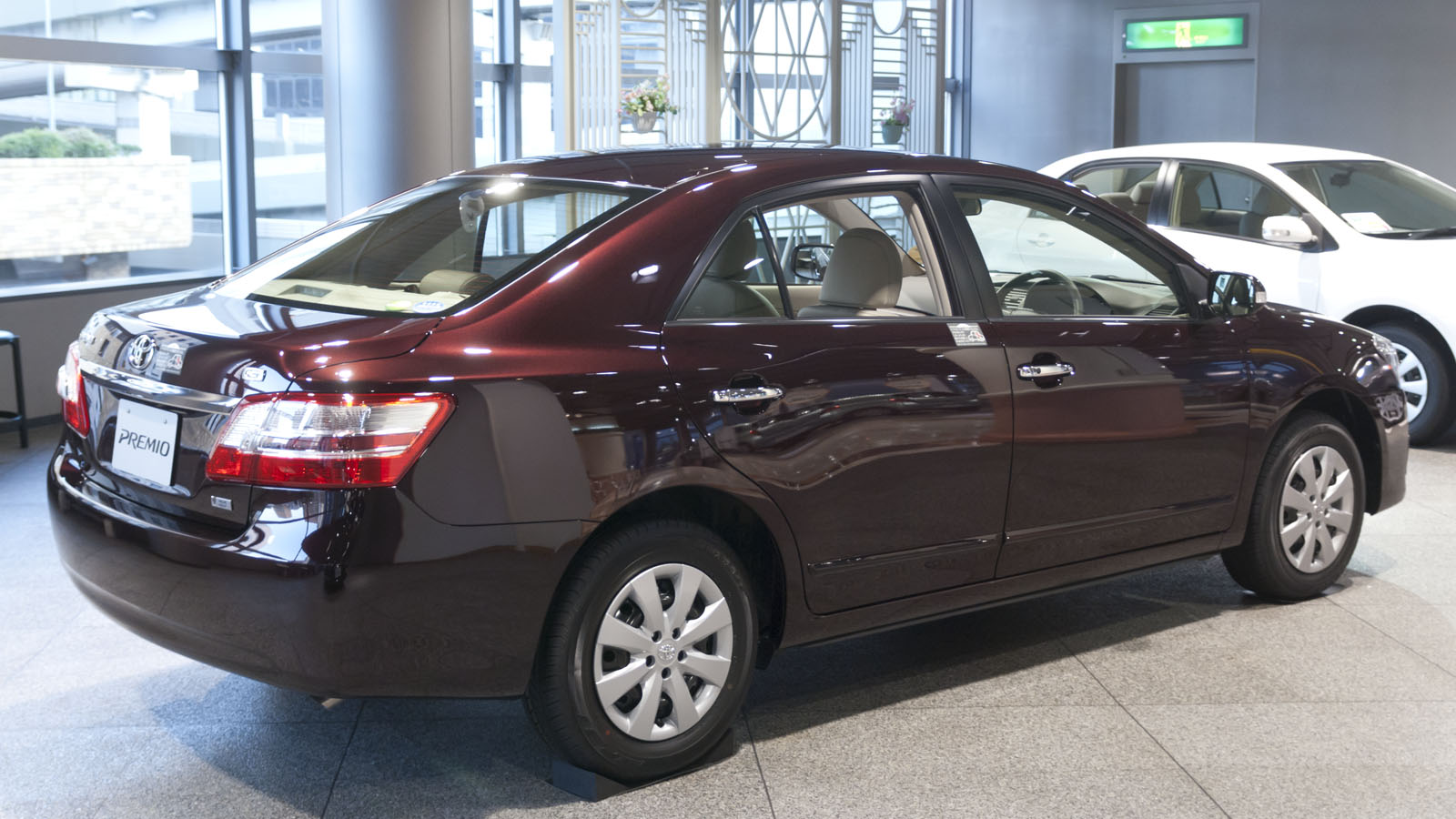
2010年4月改良型リヤ
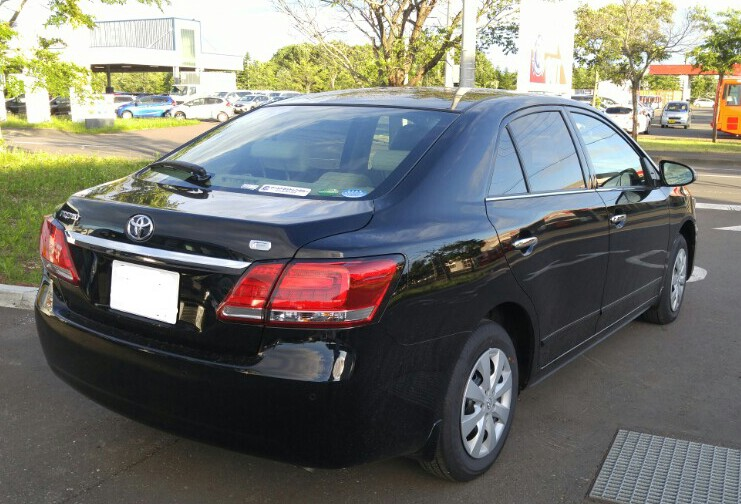
2016年6月改良型　1.5F"EXパッケージ"　リヤ
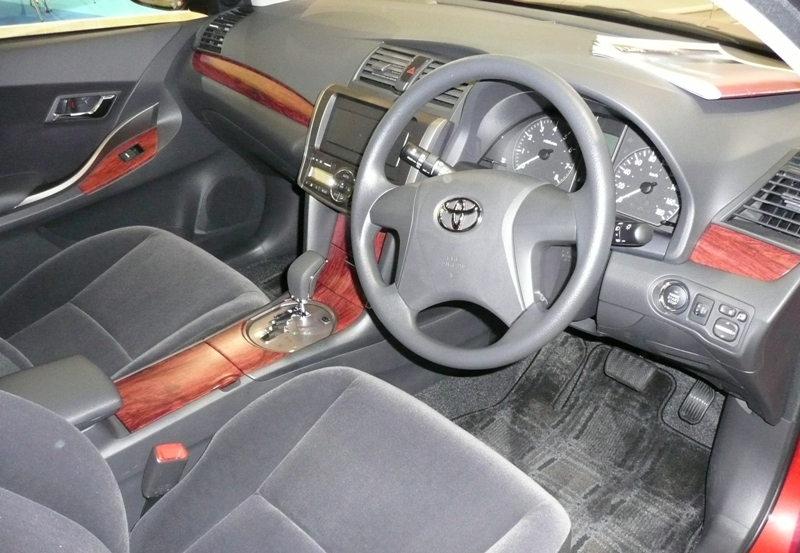
2007年6月発売型・2010年4月改良型の室内
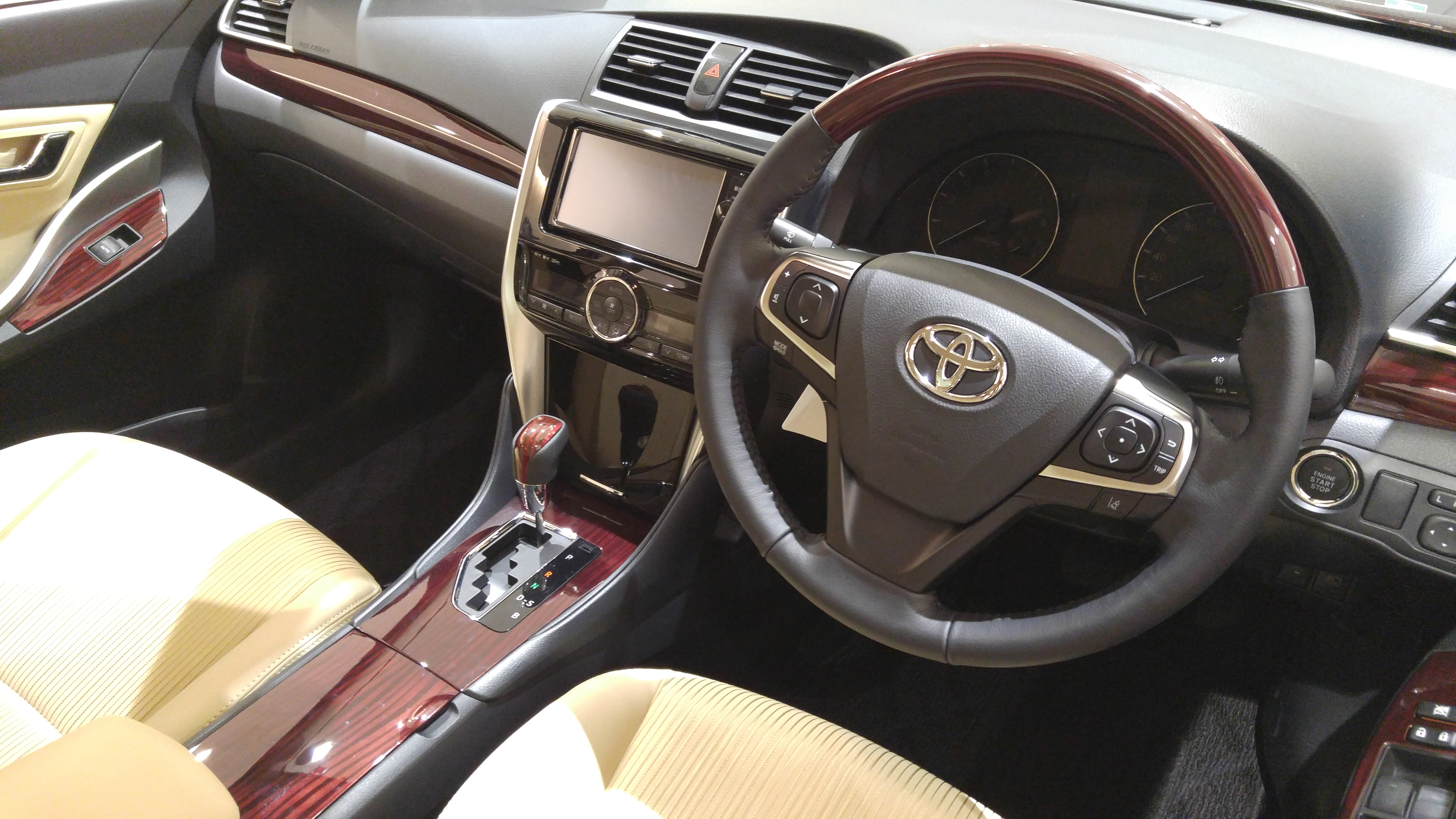
2016年6月改良型　1.5F"EXパッケージ"　コクピット

## 車名の由来
スペイン語で「（優れたものに贈られる）賞」という意味で、英語「Premium」と同義としている。

## 取扱ディーラー
- トヨペット店（大阪地区は大阪トヨタ - 大阪トヨペット[注 4]）で取扱っている。
  - 東京都では、以前は東京トヨペットで取扱っていたが、2019年4月1日の販売チャネル制度廃止に伴い、全販売店（トヨタモビリティ東京、カローラ店系列のトヨタ西東京カローラ、ネッツ店系列のネッツトヨタ多摩とネッツトヨタ東都）で姉妹車のアリオン共々取り扱う。